# キジアーナ音楽院の人物一覧
キジアーナ音楽院の人物一覧は、キジアーナ音楽院に関係する人物の一覧記事。

## 著名な教職員

### 器楽奏者
- オスカー・ギリア
- ケネス・ギルバート
- フランコ・グッリ
- ニカノール・サバレタ
- ハンスイェルク・シェレンベルガー
- ピエトロ・スカルピーニ
- アンドレ・ナヴァラ
- ローター・ファーバー
- リッカルド・ブレンゴーラ
- ボリス・ベルキン
- アントニオ・メネセス

### 声楽家
- ライナ・カバイヴァンスカ

### 作曲家
- フランコ・ドナトーニ

### その他
- アントニオ・グァルニエリ
- ピエロ・ベルージ

## 卒業生

### 器楽演奏家
- サルヴァトーレ・アッカルド
- 岩崎淑
- ウート・ウーギ
- 川田知子
- オスカー・ギリア
- ケネス・ギルバート
- フランコ・グッリ
- 庄司紗矢香
- 杉浦美知
- 千葉純子
- ユゲット・ドレフュス
- 福田進一
- 藤原浜雄
- ヘイミッシュ・ミルン
- ジュリアン・ラクリン

### 声楽家
- 管野滋樹
- 平山美智子

### その他
- エンリケ・ガルシーア・アセンシオ
- エドゥアール・ヴァン・ルモーテル
- 岡田友弘
- キース・クラーク
- エットーレ・グラチス
- 篠崎靖男
- 下野竜也
- リッカルド・シャイー
- シャルル・デュトワ
- ダニエル・バレンボイム
- ジョージ・ペーリヴァニアン
- フランチェスコ・マンデル
- 三ツ橋敬子
- 呂紹嘉
- ハンヌ・リントゥ
- ルチアーノ・ロサーダ